# تل مورتون (نيويورك)
تل مورتون، هو جبل يقع في جبال كاتسكيل بنيويورك شمال روسكو. يقع تل رودجرز جنوب شرق تل مورتون وقمة جبل شيري في الشمال الغربي.